# Andecha Obrera
Andecha Obrera fue una organización terrorista de ideología nacionalista asturiana, actualmente inactiva, que durante la década de 1980 hizo explosionar diversos artefactos en objetivos típicos de las luchas obreras, como oficinas del INEM o relacionados con el conflicto naval de Gijón.

## Acciones documentadas
- El 25 de febrero de 1983 se da a conocer con el lanzamiento de cócteles molotov a una sucursal del Banco Hispano Americano en el barrio gijonés de La Arena.

- Meses después, el 10 de mayo de 1983 coloca artefactos en dos sucursales bancarias de Gijón, que hace saber a través de una llamada a Radio Nacional de España en Asturias ya que según expusieron estos bancos "son la ruina de muchos trabajadores de Asturias"[cita requerida] acabando esta corta declaración con un "Puxa Asturies" (Aúpa Asturias en asturiano). El primer artefacto, compuesto de pólvora y metralla, hizo explosión a las dos de la madrugada en la sucursal del Banco Hispano Americano, provocando numerosos daños materiales tanto en el banco como a cuatro coches situados en los alrededores, pero sin daños personales. Diez minutos más tarde, equipos de desactivación de la Guardia Civil desactivaron otro artefacto compuesto de un kilo de Goma-2 colocado en la entrada principal del Banco Herrero. Se relacionó su colocación a conflictos laborales de estas dos empresas.[1]
- El 30 de noviembre de 1983 comete un atentado contra el Club de Regatas de Gijón que reivindicaría dos días después con una llamada al diario La Voz de Asturias. Noticia que publicaba el Diario de Navarra a 2 de diciembre de 1983.
- Retoma su actividad el simbólico 1 de mayo de 1985 explotando un artefacto de poca potencia en un local comercial de Coca-Cola en el polígono industrial de Tremañes, Gijón.[2]
- La madrugada del 22 de septiembre de 1985 un artefacto de mediana potencia es explosionado de forma controlada en las inmediciaciones de la Oficina de Empleo (INEM) de Gijón por artificieros de la Guardia Civil.[3]

## Otras
- El 8 de enero de 1988, explosiona un artefacto de mediana potencia en la estación de FEVE de Gijón, tras una llamada de aviso diez minutos antes. La policía relacionó este atentado con el nacionalismo asturiano a raíz del conflicto entre un empleado de la empresa por el uso de la lengua asturiana, aunque este nunca fue reivindicado ni por Andecha Obrera ni por otra organización.[4]